# Macrohymenium strictum
Macrohymenium strictum är en bladmossart som beskrevs av Roelof Benjamin van den Bosch och Sande Lacoste 1865. Macrohymenium strictum ingår i släktet Macrohymenium och familjen Sematophyllaceae. Inga underarter finns listade i Catalogue of Life.